# Konstantinápoly alapítása
Konstantinápoly domborzatát az utolsó jégkorszak alakította, ekkor alakult ki a Boszporusz is. Már a kőkorszakban is lakták a területet, ezek a falvakká szerveződtek a rézkorban, majd tovább fejlődtek és a bronzkorban már fallal körülvett városokat találunk a környéken (például Trója). A területet i. e. 1400–1200 között a görög mükénéiek ellenőrizték, i. e. 800-680 között a phrügiai királyság csatolta magához.
I. e. 676-ban görög felfedezők Khalkédón néven alapítottak várost a Boszporusz ázsiai oldalán (a mai Isztambul Kadiköy kerülete helyén).

## Alapítása
Konstantinápoly alapítását általában i. e. 667-re teszik, amikor is – a legenda szerint – Büzasz, görög felfedező, expedíciót vezetett a túlzsúfolt Athén és Megara városaiból azzal a céllal, hogy a Boszporusz európai oldalán kolóniát létesítsen.
A hagyomány szerint a delphoi jóslóhely azt parancsolta nekik, hogy építsenek várost a „vakok városával szemben”, amint Khalkédónt az ókorban nevezték (ti. nem vették észre a Boszporusz túloldalán lévő kiváló természetes kikötőt, az Aranyszarv-öblöt, különben bizonyára ott alapítottak volna várost).
Az új városállam az alapító neve után Büzantion nevet vette fel. Büzantion aránylag rövid idő alatt kedvező helyzeténél fogva fényes virágzásra emelkedett. A következő évszázadok során Büzantion és Khalkédón szövetségesek voltak, ugyanazt a pénzt használták és egyéb tevékenységeiket (például vámszedés) is összehangolták.
A városokat később több birodalom is leigázta.
Dareiosz perzsa király i. e. 490-ben elfoglalta hazáját és Meszémbria (most Neszebár) városát a Fekete-tenger mellett alapították. A perzsa hódoltság nem tartott sokáig, a plataiai csata után (i. e. 479) Pauszaniasz spártai régens kezére került, és ettől fogva Athén és Spárta között sűrűn cserélt gazdát. Már 7 évvel később Kimón parancsol benne, i. e. 408-ban Alkibiades, az aigoszpotamoszi csata után (i. e. 405) ismét a spártaiak. Nagy veszedelem fenyegette Xenophón 10 000 katonájától. i. e. 390-ben oligarchikus kormány alatt állt, akkor Thraszübulosz megbuktatta az oligarchákat, és athéni segítséggel ismét demokráciát teremtett. I. e. 334-ben Nagy Sándor vezetésével a makedóniaiak foglalják el a területet. Nagy Sándor halála után Bithünia, Pergamon és Rodosz csapatai foglalták el a várost.

## Római kor
Büzantion a rómaiakban korán felismerte a hatalmas hódítókat, hozzájuk csatlakozott III. Antiokhosz, IV. Mithridatész és az ál-Philipposz ellen viselt harcaikban, amiért jutalmul szabad és független város maradhatott (i. e. 64-ben a Római Birodalomhoz csatolták a területet Byzantium néven). Ezt a függetlenséget a hozzátartozó földterületre is kiterjesztette, és a Fekete-tengerről jövő hajóktól vámot is szedhetett. Ez a kedvező állapot zavartalanul fennállt évszázadokon át, amíg Septimius Severus császár 195-ben ostrom alá vette, három évi ostrom után elfoglalta és feldúlta, büntetésül, amiért a város a császár ellenfelét, Pescennius Nigert támogatta. A dúsgazdag város romhalmazzá változott, a tartomány központja Perintosz lett. A császár azonban hamar újjáépíttette a várost, sőt városfalat is emeltetett az Aranyszarv-öböl (a mai Galata-híd) és a Márvány-tenger partja (a mai repülőtér környéke) között.
258-ban Byzantium túlélte a gótok támadását, ami Khalkédónt elpusztította, de a régió kereskedelme igen erősen visszaesett az elkövetkező évekre.
Konstantinápoly első virágzása Nagy Konstantinnak Licinius felett aratott győzelmével kezdődött (324), amikor a császár fővárosául Róma helyett Bizáncot választotta. A város kerülete akkor nem volt nagyobb 8 km-nél, Konstantin alatt körülbelül háromszorosára nőtt. A város területébe bevonták a közel eső dombokat, ezáltal is erősítve az új város Rómát pótló szerepét. Így nevezték el Új Rómának (Nova Roma, Νέα Ῥώμη), de a gyakorlatban a Κωνσταντινούπολις (Konsztantinupolisz, azaz Konsztantin városa) név terjedt el. 330. május 11-én avatták fel az új fővárost, a felavató ünnepségek 40 napig tartottak.
Konstantin utóda Theodosius császár (379-395) volt. Két fia Honorius és Arcadius két részre osztotta a birodalmat. Konstantinápoly ezentúl mint a Keletrómai Birodalom fővárosa és a keletrómai császárok székhelye szerepel. Amikor a latin Nyugatrómai Birodalom a barbár seregek nyomására elesik az 5. században, a görög Keletrómai Birodalom (más néven Bizánci Birodalom) marad csak életben.
Konstantinápoly másodvirágzása I. Justinianus császár (527-565) nevével van egybekötve. Ipar és művészet tekintetében új korszakot alkot Konstantinápoly történetében, amikor 553-ban az Eutychius  elnöklete alatt megtartott zsinat alkalmával szerzetes papok magukkal hozták a kínai selyemhernyók gubóit és velük a selyemszövés alapját.